# Дембовский, Николай
Николай Дембовский (пол. Mikołaj Dembowski; около 1680 — 17 ноября 1757) — каменецкий епископ.

## Биография
Принадлежал гербу Елита. Его отец Флориан Дембовский был Плоцким судьёй, его брат Антоний Себастьян Дембовски был вроцлавским, а другой брат Ян Дембовский был куявско-поморским епископом.
Николай Дембовский был приближен к королевскому двору короля Августа III, работал также королевским секретарём.
C 1742 стал епископом в Каменец-Подольском, а в 1757 король Август III даровал ему сан архиепископа Львовского, однако он вскоре умер, так и не вступив в должность.

## Контакты с еврейскими общинами
Николай Дембовский обратил внимание на деятельность Якоба Франка и его еретической группы, которая вступила в конфликт с ортодоксальными раввинскими общинами. Обнаружив в идеях франкистов влияние христианства и отрицание многих еврейских заповедей, Николай Дембовский стал разрабатывать план обращения членов секты в католичество и ослабления талмудистов. Для того, чтобы повысить значимость франкистов среди евреев, он организовал в 1757 году диспут между франкиствми и ортодоксальными евреями. Диспут проходил в Каменец-Подольском с 20 июня по 10 сентября, 10 дней дискуссий с большими перерывами. Франкисты тогда заявили, что «Мессия никогда не придет, а Иерусалим никогда не будет отстроен». При этом франкисты осторожно говорили об уже пришедшем Мессие, хотя они имели в виду скорее всего Саббатая Цеви, в этих идеях можно было усмотреть и признание христианских догматов. Франкисты считали Телмуд вредным, и считали истинной книгу Зохар. Диспут длился около десяти дней, и франкисты были признаны победителями.
17 октября 1757 года в Каменец-Подольском состоялся епископский суд, который по результатам диспута признал победу франкистов. Суд постановил публично сжечь Талмуд, как вредную книгу, на городском базаре. Этот суд отменил санкции, принятые раввинами против франкистской организации Лянцкоруна и постановил выплатить им компенсацию, суд также обязал евреев платить дополнительный налог на нужды церкви в Каменец-Подольском.
Руководители еврейских общин стали добиваться в королевском правительстве Польши и по дворе Папы пересмотра решений суда, тем не менее исполнители стали планомерно изымать и сжигать копии талмуда, но как раз в это время Николай Дембовский неожиданно умер (17 ноября 1757).
Факт его смерти произвёл большое впечатление как на католиков, так и на евреев. Процесс конфискации и сжигания талмудов прекратился. Смерть Николая Дембовского нередко истолковывалась как наказание за сжигание священных книг. Его последователи далее не решались продолжать контакты с франкистами. Якоб Франк и значительное количество его последователей были изгнаны из еврейских общин и вынуждены были бежать в Турцию, где приняли ислам.